# Ejército Revolucionario de Ayuda a los Trabajadores
El Ejército Revolucionario de Ayuda a los Trabajadores (ERAT) fue un grupo armado de ideología autonomista activo en la provincia de Barcelona entre diciembre de 1977 y abril de 1978. La organización cometió una serie de atracos para obtener fondos para cajas de resistencia de trabajadores de la SEAT y otras fábricas de la zona y sus familias.
El grupo fue creado por Manuel Nogales Toro, Gabriel Botifoll y José Hernández Tapias, y estuvo formado por trabajadores de SEAT y algunos libertarios y delincuentes comunes. Pretendía, en el contexto de los conflictos obreros en la incipiente transición política, apoyar a los trabajadores en huelga, parados o represaliados por su actividad sindical, practicando atracos que denominaban expropiaciones. Fueron desmantelados tras ser delatados por un infiltrado policial, Joaquín Gambín, también involucrado en el caso Scala.

## Historia

### Inicios y atracos
A finales de los setenta la SEAT tenía más de 25000 trabajadores y contaba con un importante movimiento obrero, el cual realizó distintas acciones revindicativas como huelgas, protestas y ocupaciones, y apoyaba a trabajadores en huelga o encarcelados de otras fábricas del Baix Llobregat. En paralelo, se firmaban los Pactos de la Moncloa, ratificados por el PCE y CCOO, y los principales sindicatos eran reconocidos en el Consejo de Fábrica de la SEAT.
Este camino de integración era rechazado por grupos de tendencia anarquista y autonomista, así como los que serían miembros fundadores de la ERAT. En 1977 Nogales Toro, trabajador de la SEAT, se reunió en el bar Los Cazadores de Santa Coloma con Manuel Cruz Cabeleira, donde se gestó el germen de la ERAT bajo la premisa de que las huelgas debían ser pagadas por los empresarios y no los trabajadores.El grupo se constituyó tras haber reunido a una decena de miembros, una base donde ocultar el dinero en un pueblo de la provincia de Girona y armas proporcionadas por el Front d'Alliberament de Catalunya. Tras ello, realizaron atracos a cobradores del Banco Transatlántico de Santa Coloma, el Banco de Bilbao o un banco en Badalona, así como a un depósito de butano y una cooperativa de Manresa.En febrero de 1978 realizaron un atraco prominente en el hipermercado Catalsa del barrio de Sants (Barcelona). La sentencia cifró el total de dinero obtenido en sus atracos en cuatro millones de pesetas, las cuales eran distribuidas en sobres a mujeres de trabajadores en huelga de distintas fábricas.

### Infiltración y detención
En abril de 1978 se infiltró en el grupo Joaquín Gambín, que había cometido distintos delitos en Murcia y Valencia y ahora se vinculaba con el movimiento anarquista de Barcelona. De acuerdo con una entrevista del mismo en Cambio 16, habría actuado siguiendo órdenes del comisario Roberto Conesa, conocido por su represión durante el franquismo y tardofranquismo.De acuerdo con Pau Juvillà, distintas fuerzas habrían aprovechado la existencia del ERAT para criminalizar las revindicaciones más amplias de los trabajadores de la SEAT y otras fábricas.
El 21 de abril de 1978 fueron detenidos casi todos los miembros del grupo: Manuel Nogales Toro, Gabriel Botifoll, José Hernández Tapias, José Ramón Sánchez Ramos, Agustín García Coronado, José Fernández, Antonio Mateos López, Gregorio Zabala Ramírez, Héctor Álvarez González y Diego Santos García. Fueron torturados en la comisaría de Vía Laietana, y posteriormente encarcelados en prisión preventiva en la cárcel Modelo de Barcelona hasta su sentencia en 1980 a siete años de prisión.En 1984 Manuel Nogales Toro, Gabriel Botifoll y José Hernández Tapias fueron indultados y pudieron reincorporarse laboralmente a SEAT.

## Homenajes
En 1981 Guy Debord publicó bajo el pseudónimo "Unos iconoclastas" el panfleto Canciones de la guerra social contemporánea, que contenía una serie de poemas ideados para convertirse en un cancionero con el que recaudar fondos para los presos del movimiento autónomo en España. Entre ellos, uno se dedicaba a los miembros encarcelados del ERAT.En 2020 el grupo Fuerza Nueva, compuesto por Los Planetas y Niño de Elche, musicó este poema bajo el título de "Canción para los obreros de Seat" utilizando la base musical de Els Segadors.El año siguiente Christina Rosenvinge interpretó el "Corrido de Manuel Nogales Toro", partiendo del poema de Debord y dedicado al miembro de la ERAT.